# Katari
Katari (od starogrčkog καθαροί - čist, odnosno od grada Albija, u Francuskoj) bili su vjerski pokret s dualističkim kršćanskim i gnostičkim i heretičnim elementima. Širio se Europom između 11. i 14. stoljeća. Pokretu su se pridružile i osobe iz dijelova današnje Italije, Njemačke, Francuske i Španjolske. U nekim mjestima su bili nazvani kao bougres (Bugari), što ukazuje na bogumilske elemente njihovog pokreta. Albigenški križarski rat je bio fatalan udarac za Katare, od kojega se nikada nisu oporavili.